# Karin Heske
Karin Heske (* 3. Juli 1939) ist eine deutsche Filmschauspielerin.

## Leben und Wirken
Karin Heske stand im Alter von 20 Jahren erstmals für Harald Reinl vor der Kamera. In den folgenden Jahren war sie in verschiedenen Unterhaltungsproduktionen zu sehen. Gegen Ende der 1960er Jahre kamen mehrfach TV-Angebote hinzu. Ab den 1970ern wirkte sie auch in Erotikstreifen wie Eine Armee Gretchen oder Krankenschwestern-Report mit.
Heske war zuletzt Mitte der 1970er in einer Filmproduktion zu sehen.
Von 1974 bis 1978 fand man sie auch als Sprecherin auf einigen Schallplatten nach Geschichten von Rudolf Lubowski oder Rolf Ell.

## Filmografie
- 1959: Paradies der Matrosen
- 1960: Die zornigen jungen Männer
- 1960: Die Insel der Amazonen
- 1961: Isola Bella
- 1962: Nachts ging das Telefon
- 1963: Sing, aber spiel nicht mit mir
- 1963: Das alte Hotel (TV-Serie)
- 1963: Mit besten Empfehlungen
- 1964: Wenn man baden geht auf Teneriffa
- 1968: Gib mir Liebe
- 1968: Die goldene Flöte
- 1969: Unser Doktor ist der Beste
- 1969: Bitte nicht mit mir
- 1970: Wer weint denn schon im Freudenhaus
- 1970: Dem Täter auf der Spur (eine Folge)
- 1970: Percy Stuart (eine Folge)
- 1970: Die Weibchen
- 1971: Der Opernball (Fernsehfilm)
- 1971: Ein langer Ritt nach Eden (UA: 1974)
- 1972: Die Rote Kapelle
- 1972: Krankenschwestern-Report
- 1972: Eine Armee Gretchen
- 1973: Matratzen-Tango
- 1973: Auch Ninotschka zieht ihr Höschen aus
- 1974: Fäuste wie Dynamit (Dallas)
- 1975–76: Derrick (TV-Reihe, zwei Folgen)